# Alexandre S. Giffard
Pour les articles homonymes, voir Giffard.
Alexandre Stanislas Giffard, né le 24 octobre 1841 à Québec et mort le 13 avril 1880 dans la même ville, est un peintre paysagiste et portraitiste actif au Québec entre 1863 et 1879.

## Biographie
Il a été l'élève de Théophile Hamel. Originaire de Québec, il réalise en 1863, une bannière pour la Société typographique pour certains défilés de la Saint-Jean-Baptiste à Québec. Il a pignon sur rue dans le quartier Saint-Roch à Québec. En 1879, il réalise une série de portraits pour la fabrique de Grondines.

## Musées et collections publiques
- Steamship Moravian, 1865-1880, The Mariner's Museum and Park, Virignie[8]
- L'« Arabian », 1871, Musée national des beaux-arts du Québec[9]
- Le « National », vers 1870, gouache sur papier, Musée national des beaux-arts du Québec[10],[11]
- Le Trois-mâts Ella, (attribué à), Musée de la civilisation[12]
- Paysage d'hiver, le Saguenay, Musée Louis-Hémon
- Promenade en traîneau, (d'après Cornelius Krieghoff), 1878, Musée national des beaux-arts du Québec[13]
- Sainte Marie Madeleine, 1873, (d'après une œuvre de Carlo Maratta conservée au Musée d'Histoire de l'art de Vienne), Musée de la civilisation[14]
- Scène populaire chez Jolifou, vers 1870 (d'après Cornelius Krieghoff), Musée national des beaux-arts du Québec